# Gilberto Martínez
Gilberto Martínez Vidal (Golfito, 1º ottobre 1979) è un allenatore di calcio ed ex calciatore costaricano, di ruolo difensore, tecnico del Municipal Grecia.
È soprannominato El Tuma.

## Caratteristiche tecniche
Difensore destro veloce, tecnico e grintoso, giocava come laterale destro di difesa o di centrocampo e, all'occorrenza, anche centrale.

## Carriera

### Club
Arriva in Italia il 15 settembre 2002 ingaggiato dal Brescia, che lo acquista dal Deportivo Saprissa dopo una brillante prestazione al Mondiale 2002 in Corea del Sud e Giappone.
Ha esordito in serie A e con la maglia delle rondinelle il 6 novembre 2002 nella partita Parma-Brescia (4-3). Nella prima stagione in Lombardia, gioca 34 partite di campionato, risultando il giocatore più utilizzato in rosa.
Si riconferma un punto fermo della difesa bresciana nelle tre stagioni successive. Il 5 dicembre 2004 mette a segno il suo primo gol in Italia nella partita Reggina-Brescia (1-3).
Dopo quattro stagioni nel Brescia, dove gioca 132 partite (di cui 97 in Serie A), il 31 agosto 2006 viene ingaggiato dalla Roma con la formula del prestito con diritto di riscatto.
Infortunatosi durante il Mondiale 2006, non riesce ad esordire in giallorosso a causa dei continui problemi ai legamenti, che non gli consentono un pieno recupero.
Fa ritorno al Brescia nell'estate del 2007, e nella stessa stagione non colleziona nessuna presenza con le rondinelle. Dopo due anni e due mesi di assenza dai campi da gioco, El Tuma ("martello" nella lingua originaria) risolve i suoi problemi fisici e torna a giocare il 23 agosto 2008 nella partita valida per il terzo turno di Coppa Italia contro il Torino.
Dalla stagione 2008-2009 ritorna a giocare stabilmente e nei due anni e mezzo successivi colleziona altre 63 presenze con la maglia delle rondinelle.
Il 31 gennaio 2011 Brescia e Sampdoria effettuano uno scambio di prestiti con Martínez che passa alla squadra ligure e Pietro Accardi che arriva in Lombardia. In blucerchiato gioca 9 partite di campionato, culminato con la retrocessione della Samp. A fine stagione fa ritorno a Brescia.
Il 22 settembre 2011 rescinde consensualmente il contratto che lo legava al Brescia. Tuttavia al giocatore viene data la possibilità di continuare ad allenarsi con la squadra fino a quando lo ritiene opportuno.
Il 2 dicembre seguente torna ad essere a tutti gli effetti un giocatore del Brescia, firmando un nuovo accordo fino al giugno 2012. A fine stagione rimane svincolato. In tutto con le rondinelle bresciane gioca 228 partite e realizza una rete. Gilberto diventa così lo straniero con più presenze nella storia del Brescia, davanti a Víctor Mareco, che ha giocato 211 incontri.
Il 10 gennaio 2013 viene ingaggiato dal Lecce, club militante in Lega Pro Prima Divisione. Esordisce con i giallorossi il 24 febbraio seguente nella trasferta contro la Virtus Entella. Nonostante alcuni problemi fisici, nel finale di stagione riesce a guadagnarsi un posto da titolare. Il 23 luglio 2013 firma con il Lecce un contratto biennale.
Il 31 gennaio 2015 passa al Monza.
Il 31 agosto 2015 si trasferisce all'ACD Nardò, in serie D. Nel gennaio 2016 trova l'accordo con il Rimini, ma il trasferimento salta per via di una regola che impedisce alle società di Lega Pro di ingaggiare giocatori extracomunitari già tesserati in Italia con uno status diverso da quello di professionista, in quanto Martínez sarebbe provenuto dal dilettantismo.

#### Audace Cerignola
Dopo un periodo di prova, il 19 ottobre 2016 firma con l'Audace Cerignola, squadra militante in eccellenza pugliese.

#### Corigliano calcio
Nel 2017 firma con il Corigliano dove disputa il campionato di promozione calabrese.

#### F.C. Calcio Acri A.S.D.
Nel 2018 firma con la F.C. Calcio Acri A.S.D., militante nel campionato di Eccellenza calabrese.

#### N.A. San Giacomo d'Acri
Nel 2019 firma con la N.A. San Giacomo d'Acri, militante nel campionato di Prima categoria calabrese.

### Nazionale
Dopo aver disputato il Mondiale Under-20 con la nazionale costaricana nel 1999 in Nigeria, viene convocato nella Nazionale costaricana con cui dal 2001 al 2011 ha disputato 61 gare senza segnare reti.
Ha partecipato alla Coppa America 2001, al Mondiale 2002 e al Mondiale 2006. In quest'ultima manifestazione ha fatto il suo esordio il 9 giugno 2006, infortunandosi alla prima giornata nel corso del secondo tempo della partita inaugurale, nella quale la sua Costa Rica è stata battuta dai padroni di casa della Germania per 4-2. L'infortunio patito lo ha tenuto lontano dalla Selección per due anni e otto mesi. Nel febbraio 2009, il tecnico Rodrigo Kenton lo inserisce nella lista dei convocati per la partita contro l'Honduras, valida per le qualificazioni a Sudafrica 2010. Tuttavia non prenderà parte all'impegno con la Nazionale a causa di un nuovo infortunio, che finì con l'essere oggetto di polemiche in patria, tanto da portarlo ad essere investigato assieme al compagno Bryan Ruiz, dalla Federcalcio costaricana.

## Statistiche

### Presenze e reti nei club
| Stagione        | Squadra         | Campionato      | Campionato | Campionato | Coppa nazionale | Coppa nazionale | Coppa nazionale | Coppe continentali | Coppe continentali | Coppe continentali | Altre coppe | Altre coppe | Altre coppe | Totale | Totale |
| Stagione        | Squadra         | Comp            | Pres       | Reti       | Comp            | Pres            | Reti            | Comp               | Pres               | Reti               | Comp        | Pres        | Reti        | Pres   | Reti   |
| --------------- | --------------- | --------------- | ---------- | ---------- | --------------- | --------------- | --------------- | ------------------ | ------------------ | ------------------ | ----------- | ----------- | ----------- | ------ | ------ |
| 1999-2000       | Saprissa        | PD              | 11         | 0          | -               | -               | -               | -                  | -                  | -                  | -           | -           | -           | 11     | 0      |
| 2000-2001       | Saprissa        | PD              | 26         | 0          | -               | -               | -               | -                  | -                  | -                  | -           | -           | -           | 26     | 0      |
| 2001-2002       | Saprissa        | PD              | 31         | 0          | -               | -               | -               | -                  | -                  | -                  | -           | -           | -           | 31     | 0      |
| Totale Saprissa | Totale Saprissa | Totale Saprissa | 68         | 0          |                 | -               | -               |                    | -                  | -                  |             | -           | -           | 68     | 0      |
| 2002-2003       | Brescia         | A               | 34         | 0          | CI              | 1               | 0               | -                  | -                  | -                  | -           | -           | -           | 35     | 0      |
| 2003-2004       | Brescia         | A               | 30         | 0          | CI              | 1               | 0               | I                  | 0                  | 0                  | -           | -           | -           | 31     | 0      |
| 2004-2005       | Brescia         | A               | 33         | 1          | CI              | 2               | 0               | -                  | -                  | -                  | -           | -           | -           | 35     | 1      |
| 2005-2006       | Brescia         | B               | 35         | 0          | CI              | 5               | 0               | -                  | -                  | -                  | -           | -           | -           | 40     | 0      |
| 2006-2007       | Roma            | A               | 0          | 0          | CI              | 0               | 0               | UCL                | 0                  | 0                  | -           | -           | -           | 0      | 0      |
| 2007-2008       | Brescia         | B               | 0          | 0          | CI              | 0               | 0               | -                  | -                  | -                  | -           | -           | -           | 0      | 0      |
| 2008-2009       | Brescia         | B               | 30+1       | 0          | CI              | 1               | 0               | -                  | -                  | -                  | -           | -           | -           | 32     | 0      |
| 2009-2010       | Brescia         | B               | 14+4       | 0          | CI              | 0               | 0               | -                  | -                  | -                  | -           | -           | -           | 18     | 0      |
| 2010-gen. 2011  | Brescia         | A               | 19         | 0          | CI              | 0               | 0               | -                  | -                  | -                  | -           | -           | -           | 19     | 0      |
| gen.-giu. 2011  | Sampdoria       | A               | 9          | 0          | CI              | 0               | 0               | -                  | -                  | -                  | -           | -           | -           | 9      | 0      |
| 2011-2012       | Brescia         | B               | 23         | 0          | CI              | 0               | 0               | -                  | -                  | -                  | -           | -           | -           | 23     | 0      |
| Totale Brescia  | Totale Brescia  | Totale Brescia  | 213+5      | 1          |                 | 10              | 0               |                    | 0                  | 0                  |             | -           | -           | 228    | 1      |
| gen.-giu. 2013  | Lecce           | 1D              | 9+3        | 0          | CI+CI-LP        | 0               | 0               | -                  | -                  | -                  | -           | -           | -           | 12     | 0      |
| 2013-2014       | Lecce           | 1D              | 22+3       | 0          | CI+CI-LP        | 0               | 0               | -                  | -                  | -                  | -           | -           | -           | 25     | 0      |
| 2014-gen. 2015  | Lecce           | LP              | 18         | 0          | CI+CI-LP        | 0               | 0               | -                  | -                  | -                  | -           | -           | -           | 18     | 0      |
| Totale Lecce    | Totale Lecce    | Totale Lecce    | 49+6       | 0          |                 | 0               | 0               |                    | -                  | -                  |             | -           | -           | 55     | 0      |
| gen.-giu. 2015  | Monza           | LP              | 13+2       | 0          | CI+CI-LP        | -               | -               | -                  | -                  | -                  | -           | -           | -           | 15     | 0      |
| 2015-           | Nardò           | D               | 15         | 0          | CI+CI-D         | 0               | 0               | -                  | -                  | -                  | -           | -           | -           | 15     | 0      |
| Totale carriera | Totale carriera | Totale carriera | 374+11     | 1          |                 | 10              | 0               |                    | 0                  | 0                  |             | -           | -           | 395    | 1      |

### Cronologia presenze e reti in Nazionale
| Cronologia completa delle presenze e delle reti in nazionale ― Costa Rica | Cronologia completa delle presenze e delle reti in nazionale ― Costa Rica | Cronologia completa delle presenze e delle reti in nazionale ― Costa Rica | Cronologia completa delle presenze e delle reti in nazionale ― Costa Rica | Cronologia completa delle presenze e delle reti in nazionale ― Costa Rica | Cronologia completa delle presenze e delle reti in nazionale ― Costa Rica | Cronologia completa delle presenze e delle reti in nazionale ― Costa Rica | Cronologia completa delle presenze e delle reti in nazionale ― Costa Rica |
| Data                                                                      | Città                                                                     | In casa                                                                   | Risultato                                                                 | Ospiti                                                                    | Competizione                                                              | Reti                                                                      | Note                                                                      |
| ------------------------------------------------------------------------- | ------------------------------------------------------------------------- | ------------------------------------------------------------------------- | ------------------------------------------------------------------------- | ------------------------------------------------------------------------- | ------------------------------------------------------------------------- | ------------------------------------------------------------------------- | ------------------------------------------------------------------------- |
| 6-1-2001                                                                  | Miami                                                                     | Costa Rica                                                                | 5 – 2                                                                     | Guatemala                                                                 | Qual. Mondiali 2002                                                       | -                                                                         | 60’                                                                       |
| 28-2-2001                                                                 | San José                                                                  | Costa Rica                                                                | 2 – 2                                                                     | Honduras                                                                  | Qual. Mondiali 2002                                                       | -                                                                         |                                                                           |
| 28-3-2001                                                                 | San José                                                                  | Costa Rica                                                                | 3 – 0                                                                     | Trinidad e Tobago                                                         | Qual. Mondiali 2002                                                       | -                                                                         |                                                                           |
| 18-4-2001                                                                 | Alajuela                                                                  | Costa Rica                                                                | 2 – 2                                                                     | Venezuela                                                                 | Amichevole                                                                | -                                                                         | 61’                                                                       |
| 25-4-2001                                                                 | Kansas City                                                               | Stati Uniti                                                               | 1 – 0                                                                     | Costa Rica                                                                | Qual. Mondiali 2002                                                       | -                                                                         |                                                                           |
| 23-5-2001                                                                 | San Pedro Sula                                                            | Costa Rica                                                                | 4 – 0                                                                     | Belize                                                                    | Coppa centroamericana 2001 - 1º turno                                     | -                                                                         | 72’                                                                       |
| 30-5-2001                                                                 | San Pedro Sula                                                            | Costa Rica                                                                | 2 – 1                                                                     | Panama                                                                    | Coppa centroamericana 2001 - 1º turno                                     | -                                                                         |                                                                           |
| 1-6-2001                                                                  | Tegucigalpa                                                               | Guatemala                                                                 | 2 – 0                                                                     | Costa Rica                                                                | Coppa centroamericana 2001 - 2º turno                                     | -                                                                         | 51’                                                                       |
| 16-6-2001                                                                 | Città del Messico                                                         | Messico                                                                   | 1 – 2                                                                     | Costa Rica                                                                | Qual. Mondiali 2002                                                       | -                                                                         |                                                                           |
| 20-6-2001                                                                 | Alajuela                                                                  | Costa Rica                                                                | 2 – 1                                                                     | Giamaica                                                                  | Qual. Mondiali 2002                                                       | -                                                                         |                                                                           |
| 1-7-2001                                                                  | Tegucigalpa                                                               | Honduras                                                                  | 2 – 3                                                                     | Costa Rica                                                                | Qual. Mondiali 2002                                                       | -                                                                         |                                                                           |
| 14-7-2001                                                                 | Medellín                                                                  | Honduras                                                                  | 0 – 1                                                                     | Costa Rica                                                                | Coppa America 2001 - 1º turno                                             | -                                                                         |                                                                           |
| 17-7-2001                                                                 | Medellín                                                                  | Uruguay                                                                   | 1 – 1                                                                     | Costa Rica                                                                | Coppa America 2001 - 1º turno                                             | -                                                                         |                                                                           |
| 23-7-2001                                                                 | Armenia                                                                   | Costa Rica                                                                | 1 – 2                                                                     | Uruguay                                                                   | Coppa America 2001 - Quarti di finale                                     | -                                                                         |                                                                           |
| 1-9-2001                                                                  | Port of Spain                                                             | Trinidad e Tobago                                                         | 0 – 2                                                                     | Costa Rica                                                                | Qual. Mondiali 2002                                                       | -                                                                         |                                                                           |
| 5-9-2001                                                                  | San José                                                                  | Costa Rica                                                                | 2 – 0                                                                     | Stati Uniti                                                               | Qual. Mondiali 2002                                                       | -                                                                         |                                                                           |
| 7-10-2001                                                                 | San José                                                                  | Costa Rica                                                                | 0 – 0                                                                     | Messico                                                                   | Qual. Mondiali 2002                                                       | -                                                                         | 61’                                                                       |
| 18-1-2002                                                                 | Miami                                                                     | Martinica                                                                 | 0 – 2                                                                     | Costa Rica                                                                | Gold Cup 2002 - 1º turno                                                  | -                                                                         |                                                                           |
| 20-1-2002                                                                 | Miami                                                                     | Trinidad e Tobago                                                         | 1 – 1                                                                     | Costa Rica                                                                | Gold Cup 2002 - 1º turno                                                  | -                                                                         |                                                                           |
| 26-1-2002                                                                 | Miami                                                                     | Costa Rica                                                                | 2 – 1 gg                                                                  | Haiti                                                                     | Gold Cup 2002 - Quarti di finale                                          | -                                                                         |                                                                           |
| 30-6-2002                                                                 | Pasadena                                                                  | Costa Rica                                                                | 3 – 1                                                                     | Corea del Sud                                                             | Gold Cup 2002 - Semifinale                                                | -                                                                         |                                                                           |
| 2-2-2002                                                                  | Pasadena                                                                  | Stati Uniti                                                               | 2 – 0                                                                     | Costa Rica                                                                | Gold Cup 2002 - Finale                                                    | -                                                                         |                                                                           |
| 27-3-2002                                                                 | San Juan                                                                  | Costa Rica                                                                | 0 – 1                                                                     | Marocco                                                                   | Amichevole                                                                | -                                                                         | 46’                                                                       |
| 17-4-2002                                                                 | Yokohama                                                                  | Giappone                                                                  | 1 – 1                                                                     | Costa Rica                                                                | Amichevole                                                                | -                                                                         |                                                                           |
| 9-5-2002                                                                  | San José                                                                  | Costa Rica                                                                | 1 – 2                                                                     | Colombia                                                                  | Amichevole                                                                | -                                                                         |                                                                           |
| 26-5-2002                                                                 | Kumamoto                                                                  | Belgio                                                                    | 1 – 0                                                                     | Costa Rica                                                                | Amichevole                                                                | -                                                                         |                                                                           |
| 4-6-2002                                                                  | Gwangju                                                                   | Cina                                                                      | 0 – 2                                                                     | Costa Rica                                                                | Mondiali 2002 - 1º turno                                                  | -                                                                         |                                                                           |
| 9-6-2002                                                                  | Incheon                                                                   | Costa Rica                                                                | 1 – 1                                                                     | Turchia                                                                   | Mondiali 2002 - 1º turno                                                  | -                                                                         | 24’                                                                       |
| 13-6-2002                                                                 | Suwon                                                                     | Costa Rica                                                                | 2 – 5                                                                     | Brasile                                                                   | Mondiali 2002 - 1º turno                                                  | -                                                                         | 74’                                                                       |
| 29-3-2003                                                                 | Alajuela                                                                  | Costa Rica                                                                | 2 – 1                                                                     | Paraguay                                                                  | Amichevole                                                                | -                                                                         |                                                                           |
| 8-6-2003                                                                  | San José                                                                  | Costa Rica                                                                | 1 – 0                                                                     | Cile                                                                      | Amichevole                                                                | -                                                                         |                                                                           |
| 11-7-2003                                                                 | Foxborough                                                                | Canada                                                                    | 1 – 0                                                                     | Costa Rica                                                                | Gold Cup 2003 - 1º turno                                                  | -                                                                         |                                                                           |
| 15-7-2003                                                                 | Foxborough                                                                | Costa Rica                                                                | 3 – 0                                                                     | Cuba                                                                      | Gold Cup 2003 - 1º turno                                                  | -                                                                         |                                                                           |
| 19-7-2003                                                                 | Foxborough                                                                | Costa Rica                                                                | 5 – 2                                                                     | El Salvador                                                               | Gold Cup 2003 - Quarti di finale                                          | -                                                                         |                                                                           |
| 24-7-2003                                                                 | Città del Messico                                                         | Messico                                                                   | 2 – 0                                                                     | Costa Rica                                                                | Gold Cup 2003 - Semifinale                                                | -                                                                         | 46’                                                                       |
| 7-9-2003                                                                  | Fort Lauderdale                                                           | Costa Rica                                                                | 2 – 0                                                                     | Cina                                                                      | Amichevole                                                                | -                                                                         |                                                                           |
| 19-11-2003                                                                | Alajuela                                                                  | Costa Rica                                                                | 2 – 1                                                                     | Finlandia                                                                 | Amichevole                                                                | -                                                                         |                                                                           |
| 31-3-2004                                                                 | Carson                                                                    | Costa Rica                                                                | 0 – 2                                                                     | Messico                                                                   | Amichevole                                                                | -                                                                         |                                                                           |
| 4-6-2004                                                                  | San Carlos                                                                | Nicaragua                                                                 | 1 – 5                                                                     | Costa Rica                                                                | Amichevole                                                                | -                                                                         | Uscita                                                                    |
| 12-6-2004                                                                 | L'Avana                                                                   | Cuba                                                                      | 2 – 2                                                                     | Costa Rica                                                                | Qual. Mondiali 2006                                                       | -                                                                         |                                                                           |
| 20-6-2004                                                                 | Alajuela                                                                  | Costa Rica                                                                | 1 – 1                                                                     | Cuba                                                                      | Qual. Mondiali 2006                                                       | -                                                                         |                                                                           |
| 19-8-2004                                                                 | Alajuela                                                                  | Costa Rica                                                                | 2 – 5                                                                     | Honduras                                                                  | Qual. Mondiali 2006                                                       | -                                                                         |                                                                           |
| 4-9-2004                                                                  | Città del Guatemala                                                       | Guatemala                                                                 | 2 – 1                                                                     | Costa Rica                                                                | Qual. Mondiali 2006                                                       | -                                                                         |                                                                           |
| 8-9-2004                                                                  | San Juan de Tibás                                                         | Costa Rica                                                                | 1 – 0                                                                     | Canada                                                                    | Qual. Mondiali 2006                                                       | -                                                                         |                                                                           |
| 9-10-2004                                                                 | San Juan                                                                  | Costa Rica                                                                | 5 – 0                                                                     | Guatemala                                                                 | Qual. Mondiali 2006                                                       | -                                                                         | 75’                                                                       |
| 13-10-2004                                                                | Burnaby                                                                   | Canada                                                                    | 1 – 3                                                                     | Costa Rica                                                                | Qual. Mondiali 2006                                                       | -                                                                         |                                                                           |
| 17-11-2004                                                                | San Pedro Sula                                                            | Honduras                                                                  | 0 – 0                                                                     | Costa Rica                                                                | Qual. Mondiali 2006                                                       | -                                                                         | 83’                                                                       |
| 26-3-2005                                                                 | San Juan                                                                  | Costa Rica                                                                | 2 – 1                                                                     | Panama                                                                    | Qual. Mondiali 2006                                                       | -                                                                         |                                                                           |
| 30-3-2005                                                                 | Port of Spain                                                             | Trinidad e Tobago                                                         | 0 – 0                                                                     | Costa Rica                                                                | Qual. Mondiali 2006                                                       | -                                                                         |                                                                           |
| 4-6-2005                                                                  | Salt Lake City                                                            | Stati Uniti                                                               | 3 – 0                                                                     | Costa Rica                                                                | Qual. Mondiali 2006                                                       | -                                                                         | 34’                                                                       |
| 8-6-2005                                                                  | San Juan                                                                  | Costa Rica                                                                | 3 – 2                                                                     | Guatemala                                                                 | Qual. Mondiali 2006                                                       | -                                                                         |                                                                           |
| 17-8-2005                                                                 | Città del Messico                                                         | Messico                                                                   | 2 – 0                                                                     | Costa Rica                                                                | Qual. Mondiali 2006                                                       | -                                                                         |                                                                           |
| 3-9-2005                                                                  | Panama                                                                    | Panama                                                                    | 1 – 3                                                                     | Costa Rica                                                                | Qual. Mondiali 2006                                                       | -                                                                         |                                                                           |
| 7-9-2005                                                                  | San Juan de Tibás                                                         | Costa Rica                                                                | 2 – 0                                                                     | Trinidad e Tobago                                                         | Qual. Mondiali 2006                                                       | -                                                                         |                                                                           |
| 8-10-2005                                                                 | San Juan de Tibás                                                         | Costa Rica                                                                | 3 – 0                                                                     | Stati Uniti                                                               | Qual. Mondiali 2006                                                       | -                                                                         |                                                                           |
| 1-3-2006                                                                  | Teheran                                                                   | Iran                                                                      | 3 – 2                                                                     | Costa Rica                                                                | Amichevole                                                                | -                                                                         |                                                                           |
| 30-5-2006                                                                 | Jablonec                                                                  | Rep. Ceca                                                                 | 1 – 0                                                                     | Costa Rica                                                                | Amichevole                                                                | -                                                                         | 67’                                                                       |
| 9-6-2006                                                                  | Monaco di Baviera                                                         | Germania                                                                  | 4 – 2                                                                     | Costa Rica                                                                | Mondiali 2006 - 1º turno                                                  | -                                                                         | 67’                                                                       |
| 15-11-2009                                                                | San Juan                                                                  | Costa Rica                                                                | 0 – 1                                                                     | Uruguay                                                                   | Qual. Mondiali 2010                                                       | -                                                                         | 23’                                                                       |
| 27-3-2011                                                                 | San José                                                                  | Costa Rica                                                                | 2 – 2                                                                     | Cina                                                                      | Amichevole                                                                | -                                                                         |                                                                           |
| 29-3-2011                                                                 | San José                                                                  | Costa Rica                                                                | 0 – 0                                                                     | Argentina                                                                 | Amichevole                                                                | -                                                                         |                                                                           |
| Totale                                                                    |                                                                           | Presenze                                                                  | 61                                                                        |                                                                           | Reti                                                                      | 0                                                                         |                                                                           |

## Palmarès

### Club
- Primera División de Costa Rica: 2

Saprissa: 1997-1998, 1998-1999
- Coppa Italia: 1

Roma: 2006-2007

Eccellenza Puglia :  1
Audace Cerignola : 2016-2017